# Schouwburg Ogterop
Schouwburg Ogterop is een theater in de Nederlandse stad Meppel. De schouwburg bevat de oudste nog bestaande theaterzaal van Drenthe en in 2023 heeft deze Grote Zaal een monumentale status gekregen. Schouwburg Ogterop is opgericht door de eerste vrouwelijke theaterdirecteur van Nederland, Lammigje Ogterop-Worst.

## Geschiedenis
Op 25 mei 1868 opende Gerhardus Bernardus Ogterop (1842-1884) een koffiehuis en hotel aan het Zuideinde in Meppel. Het koffiehuis en hotel kreeg de naam Stations Koffijhuis. Het hotel richtte zich vooral op doorreizigers tussen Groningen en andere delen van het land. Onder deze reizigers waren ook toneelgezelschappen, die soms ook optraden in de bovenzaal van het koffiehuis..
Na de dood van Gerardus Bernardus Ogterop liet zijn weduwe Lammigje Ogterop-Worst een schouwburgzaal achter het koffiehuis te bouwen. Deze toneelzaal in Weense stijl kwam in 1886 gereed. Daarna groeide het establishment uit tot hotel, café, biljart, restaurant en schouwburg. Sindsdien werd de zaal door veel sociëteiten, toneelgezelschappen en lokale verenigingen gebruikt.
De familie Ogterop verkocht de zaak in 1953 aan Reinder de Vries. In 1968 werd het complex gekocht door de gemeente Meppel. De gemeente liet vervolgens alle historische gebouwen slopen, met uitzondering van de grote zaal, en richtte rond de grote zaal een nieuw gebouw op. De kosten van deze verbouwing bedroegen 1,2 miljoen gulden. De grote zaal bleef behouden uit financiële redenen, er was namelijk te weinig geld voor een nieuwe zaal. Wel werd de grote zaal gerenoveerd en kreeg de zaal haar huidige vorm, omdat de balkons werden ingekort. Op 9 oktober 1971 werd het vernieuwde gebouw met foyer, tweede theaterzaal, twee vergaderzalen en een restaurant geopend.

## Zalen
Schouwburg Ogterop heeft de beschikking over twee theaterzalen. De grote zaal is een historische bobonnièrezaal met veel goudkleuren en rode stoelen in Weense stijl met 484 stoelen. Deze zaal heeft ook een balkon. De kleine zaal, genaamd de Engelenbak, is een vlakkevloerzaal met 120 stoelen. De kleine zaal is gelegen op de eerste verdieping.
Omdat de zalen niet goed geïsoleerd zijn, kunnen deze niet gelijktijdig gebruikt worden.

## Toekomst
In 2018 werd het theaterrestaurant verzelfstandigd en overgedragen aan de Stichting Horeca Schouwburg Ogterop. In 2023 moest deze stichting al het horecapersoneel ontslaan toen de gemeenteraad weigerde een overbruggingskrediet voor de zomer van 2023 beschikbaar te stellen.
In 2023 is een grote verbouwing van Schouwburg Ogterop aangekondigd. Het huidige gebouw zou niet meer aan de eisen van deze tijd voldoen. In de plannen worden alle functies rond de grote zaal opnieuw ingedeeld. Zo wordt de kleine zaal verplaatst naar de huidige foyer, komt de foyer op de plaats van de huidige entree, komt de nieuwe entree waar nu het restaurant is en wordt het restaurant verplaatst naar een gedeelte waar nu de receptie gevestigd is. De verbouwing moet in 2025 beginnen en zal ongeveer € 21 miljoen kosten. Schouwburg Ogterop zal dan twee jaar voor het publiek gesloten zijn.

## Directeuren
De eerste directeur, Lammigje Ogterop-Worst, was tevens de eerste vrouwelijke theaterdirecteur van Nederland. Na haar gaven twee generaties uit de familie Ogterop leiding aan de schouwburg. Vanaf 1953 had Schouwburg Ogterop de volgende directeuren:
| Periode     | Directeur                                    |
| ----------- | -------------------------------------------- |
| 1953 – 1968 | Reinder de Vries (tevens eigenaar)           |
| 1968 – 1971 | vacant i.v.m. verbouwing                     |
| 1971 – 1979 | Frans van der Veen                           |
| 1979 – 2007 | Henk Beuker                                  |
| 2007 – 2010 | Hilko Folkeringa                             |
| 2010 – 2019 | Wybrich Kaastra                              |
| 2019 – 2021 | Loek Buys en Dorien van de Laak (waarnemend) |
| 2021 –      | Natalie Straatman                            |